# Grover (Caroline du Nord)
Pour les articles homonymes, voir Grover.
La ville de Grover est située dans le Comté de Cleveland, en Caroline du Nord, aux États-Unis. Lors du recensement de 2010, sa population est de 708 habitants.

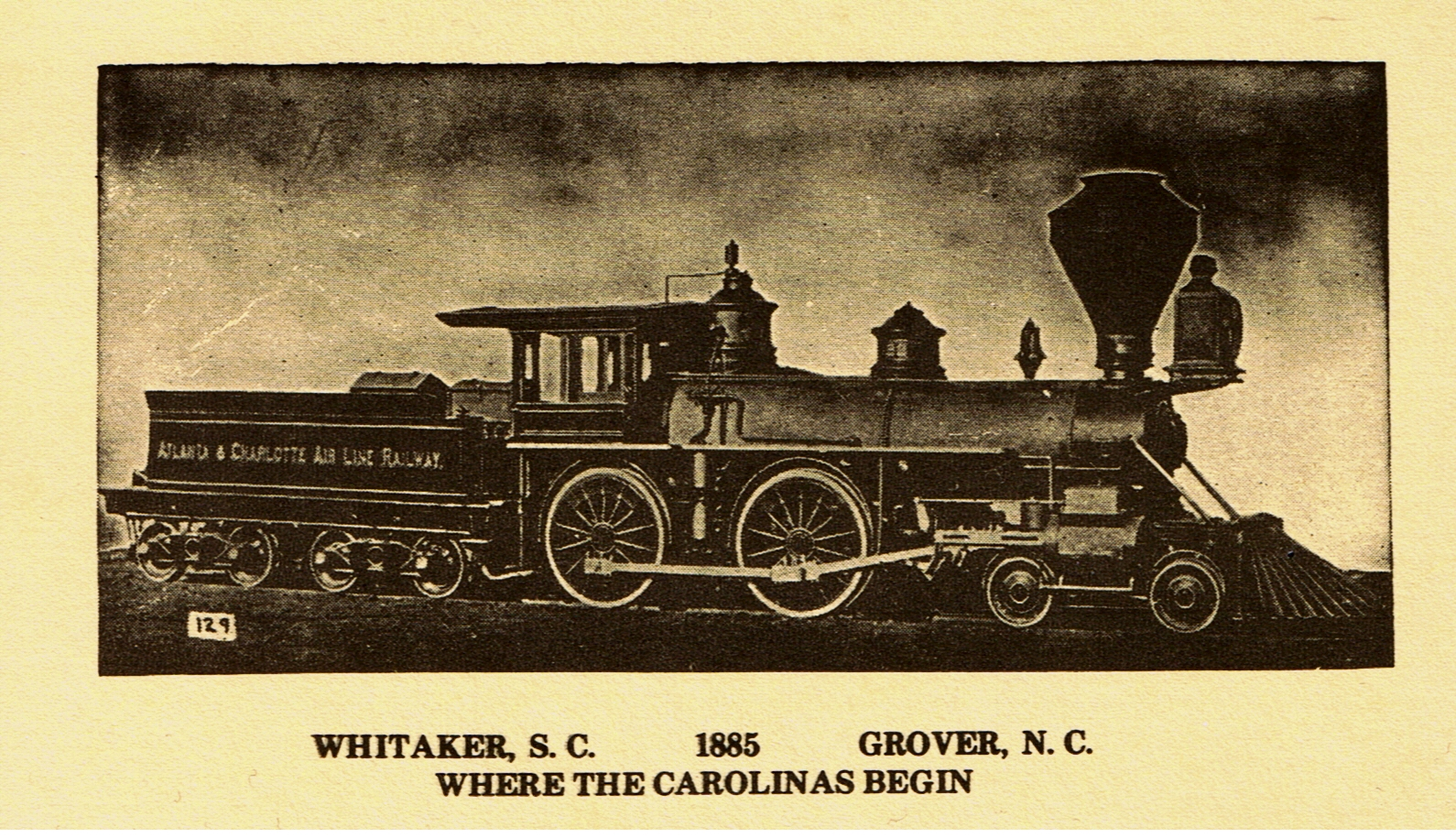
Une locomotive à Grover prêt à tourner sur la plaque tournante vers 1885 - carte postale ancienne

## Démographie
| 1890 | 1900 | 1910 | 1920 | 1930 | 1940 |
| ---- | ---- | ---- | ---- | ---- | ---- |
| 126  | 174  | 209  | 296  | 435  | 469  |

| 1950 | 1960 | 1970 | 1980 | 1990 | 2000 |
| ---- | ---- | ---- | ---- | ---- | ---- |
| 535  | 538  | 555  | 597  | 516  | 698  |

| 2010 | - | - | - | - | - |
| ---- | - | - | - | - | - |
| 708  | - | - | - | - | - |